# Pat Hughes (Eishockeyspieler)
Patrick James „Pat“ Hughes (* 25. März 1955 in Calgary, Alberta) ist ein ehemaliger kanadischer Eishockeyspieler. Der rechte Flügelstürmer bestritt zwischen 1977 und 1987 über 600 Spiele in der National Hockey League und lief dabei für die Canadiens de Montréal, Pittsburgh Penguins, Edmonton Oilers, Buffalo Sabres, St. Louis Blues und Hartford Whalers auf. In dieser Zeit gewann er dreimal den Stanley Cup, im Jahre 1979 mit den Canadiens sowie in den Playoffs 1984 und 1985 mit den Oilers.

## Karriere
Pat Hughes war in seiner Jugend nicht in der Western Hockey League aktiv, der höchsten Juniorenliga seiner kanadischen Heimat, sondern schrieb sich 1973 an der University of Michigan ein. Mit deren Eishockeyteam, den Wolverines, nahm er fortan am Spielbetrieb der Big Ten Conference teil, einer Liga der National Collegiate Athletic Association. In Michigan erzielte der Flügelstürmer in der Saison 1974/75 mit 43 Scorerpunkten aus 38 Spielen einen Punkteschnitt von über 1,0 pro Spiel und wurde anschließend im NHL Amateur Draft 1975 an 52. Position von den Canadiens de Montréal ausgewählt. Zur Spielzeit 1976/77 wechselte er nach drei Jahren am College in die Organisation der Canadiens, wurde allerdings vorerst bei deren Farmteam, den Nova Scotia Voyageurs, in der American Hockey League (AHL) eingesetzt. Mit den Voyageurs gewann er als Rookie die AHL-Playoffs um den Calder Cup, bevor er im Folgejahr 68 Punkte in 74 Spielen verzeichnete und infolgedessen ins AHL Second All-Star Team gewählt wurde. Nachdem er bereits im Dezember 1977 sein Debüt für Montréal in der National Hockey League (NHL) gegeben hatte, etablierte sich der Angreifer ab der Saison 1978/79 im Aufgebot der Canadiens und errang mit dem Team in den folgenden Playoffs 1979 seinen ersten Stanley Cup sowie den vierten in Folge für das Franchise.
Trotz dieses Erfolges wurde Hughes im August 1979 samt Rob Holland an die Pittsburgh Penguins abgegeben, die im Gegenzug Denis Herron und ein Zweitrunden-Wahlrecht für den NHL Entry Draft 1982 nach Montréal schickten. Auch bei den Penguins war er allerdings nur knapp eineinhalb Jahre aktiv, bevor er im März 1981 im Tausch für Pat Price zu den Edmonton Oilers transferiert wurde. In Edmonton steigerte der Kanadier seine persönliche Statistik deutlich, so verzeichnete er in den folgenden drei Spielzeiten jeweils über 20 Tore und etwa 50 Scorerpunkte. Darüber hinaus stellte er am 11. Januar 1983 in einem Spiel gegen die St. Louis Blues einen NHL-Rekord auf, indem er innerhalb von 25 Sekunden zwei Unterzahltore erzielte. Diese Bestmarke wurde knapp fünfeinhalb Jahre später von Esa Tikkanen unterboten, der im November 1988 – ebenfalls im Trikot der Oilers – nur zwölf Sekunden benötigte. In der Folge gewann der Angreifer mit den Oilers in den Playoffs 1984 den ersten Stanley Cup der Franchise-Geschichte sowie seinen insgesamt zweiten Titel, dem 1985 direkt der dritte folgen sollte, nachdem man im Endspiel der Playoffs 1983 noch an den New York Islanders gescheitert war.
Nach diesen beiden Erfolgen wurde Hughes im Oktober 1985 in einem drei Parteien umfassenden Tauschgeschäft zu den Buffalo Sabres transferiert. Dieses ermöglichte den Pittsburgh Penguins die Verpflichtung von Buffalos Randy Cunneyworth, der als Restricted Free Agent galt, ohne eine Kompensation in Form von Draft-Wahlrechten zu leisten. Zugleich schickten die Sabres Mike Moller zu den Oilers, wobei die Penguins als Mittelsmann fungierten. Hughes gelang es in Buffalo nicht, an seine vorherigen Leistungen anzuknüpfen, so verbrachte er Teile der folgenden Saison 1985/86 beim AHL-Farmteam, den Rochester Americans. Schließlich wurde er im Oktober 1986 im Rahmen des NHL Waiver Draft von den St. Louis Blues verpflichtet, die ihn allerdings noch vor dem Ende der Spielzeit 1986/87 im Tausch für ein Zehntrunden-Wahlrecht im NHL Entry Draft 1987 zu den Hartford Whalers schickten. Die Whalers sollten die letzte Station des Angreifers darstellen, so beendete er nach weiteren fünf NHL-Partien seine aktive Karriere. Insgesamt hatte Hughes in der NHL 644 Spiele absolviert und dabei 285 Scorerpunkte verzeichnet.

## Erfolge und Auszeichnungen
- 1977 Calder-Cup-Gewinn mit den Nova Scotia Voyageurs
- 1978 AHL Second All-Star Team
- 1979 Stanley-Cup-Gewinn mit den Canadiens de Montréal
- 1984 Stanley-Cup-Gewinn mit den Edmonton Oilers
- 1985 Stanley-Cup-Gewinn mit den Edmonton Oilers

## Karrierestatistik
(Legende zur Spielerstatistik: Sp oder GP = absolvierte Spiele; T oder G = erzielte Tore; V oder A = erzielte Assists; Pkt oder Pts = erzielte Scorerpunkte; SM oder PIM = erhaltene Strafminuten; +/− = Plus/Minus-Bilanz; PP = erzielte Überzahltore; SH = erzielte Unterzahltore; GW = erzielte Siegtore; 1 Play-downs/Relegation; Kursiv: Statistik nicht vollständig)

## Persönliches
Sein Schwager Mark Napier war ebenfalls NHL-Profi, mit dem er zeitweise gemeinsam in Montréal und Edmonton spielte und mit dem er sich zwei seiner drei Stanley-Cup-Erfolge teilte.